# François Papineau
Pour les articles homonymes, voir Papineau.
François Papineau, né le 24 décembre 1966 à Montréal, est un acteur québécois diplômé de l'École nationale de théâtre du Canada (1990).

## Biographie
François Papineau est diplômé de l'École nationale de Théâtre en 1990. À la télévision, il se fait connaitre du grand public en participant à la comédie de situation Catherine, diffusée entre 1998 et 2003. En 2002, son interprétation d'un tueur à gages dans la série Fortier lui vaut de recevoir un prix Gémeaux. Depuis 2012, il tient le rôle de Normand Despins, le directeur de prison dans le drame carcéral Unité 9, dont le succès est impressionnant. Il joue aussi le rôle principal, celui du psychologue, dans les deux saisons de En thérapie, la version québécoise de la série d'origine israélienne In Treatment.
François Papineau apparait aussi dans de nombreuses productions théâtrales et incarne notamment Stanley dans Un tramway nommé Désir de Tennessee Williams, le maitre de cérémonie dans la comédie musicale Cabaret et  Alceste dans Le Misanthrope de Molière.
Au cinéma, il tient presque tous les rôles dans le film Papa à la chasse aux lagopèdes, virulente satire des dérives du capitalisme signée Robert Morin. Il incarne aussi un homme faisant face à un deuil dans le film Route 132 de Louis Bélanger.

## Filmographie

### Cinéma
- 1992 : Coyote : Technicien
- 1995 : Le Confessionnal : Paul-Émile Lamontagne
- 1996 : L'Homme perché : Louis Deschamps
- 1996 : L'Oreille de Joé
- 1997 : Clandestins : lieutenant Kolia
- 1999 : Post mortem : Manu
- 1999 : L'Île de sable
- 2000 : La Bouteille : François
- 2001 : L'Ange de goudron : Walter Desrosiers
- 2002 : Home[2] : Alex
- 2002 : Le Manuscrit érotique : Max
- 2002 : Le Collectionneur : Claude Brunet
- 2004 : Dans une galaxie près de chez vous : Capitaine Presswood
- 2006 : La Capture : Tony
- 2006 : Le Génie du crime : Phylie
- 2008 : Papa à la chasse aux lagopèdes : Vincent Lemieux
- 2010 : Une vie qui commence : Jacques Langevin
- 2010 : Route 132 : Gilles
- 2010 : Trois temps après la mort d'Anna : Edouard
- 2010 : L'Enfant prodige
- 2011 : Marécages : Pierre
- 2011 : Memories Corner : Paul
- 2016 : 9, le film, sketch Hystérie de Jean-Philippe Duval : Michel Poitras, le réalisateur
- 2016 : Les Mauvaises Herbes : Compte'
- 2016 : Chasse-Galerie : La légende : Jack Murphy
- 2016 : Iqaluit de Benoît Pilon : Gilles
- 2020 : Le Club Vinland : Frère Cyprien
- 2021 : La Contemplation du mystère de Albéric Aurtenèche : Donald

### Télévision
- 1990 : Jamais deux sans toi : policier photographe
- 1993 : Les Grands Procès : Dr Camille Laurin
- 1997 : Le Volcan tranquille : Réal Pinsonnault
- 1997 : Le Masque : Martin Beliveau
- 1998 : Réseaux : Pierre Couture #1
- 1998 - 2003 : Catherine : Charles Beaudet
- 2001 : Fortier II : Lizotte
- 2002 : Les Poupées russes : Pierre Dubé
- 2005 : États-humains
- 2005 : Vice caché : Jean-Paul Pouliot
- 2006 : Le Négociateur : Karl Tiger Tougas
- 2010-2012 : Les Boys : Doc Marleau
- 2010-2012 : Les Rescapés : Daniel Cournoyer
- 2011 : En thérapie : Philippe Jacob (Psychologue)
- 2012-2019 : Unité 9 : le directeur Normand Despins
- 2016 : Séquelles : lieutenant Paul Trudel (Bureau des Crimes Majeurs)
- 2019-2022 : 5e rang : Charles Faucher
- 2021-2022 : Entre deux draps : Luc
- 2024 : Doute raisonnable

### Théâtre
- 1998 : Le Fil à la patte de Georges Feydeau : Bois d'Enghien
- 1999 : Le Barbier de Séville de Beaumarchais : Almaviva
- 2000 : L'Odyssée d'après Homère : Ulysse
- 2002 : Un tramway nommé Désir de Tennessee Williams : Stanley
- 2004 : Cabaret de John Kander, Fred Ebb et Joe Masteroff : le maître de cérémonie
- 2006 : C'est ma vie, après tout de Brian Clark : Carl Gauthier
- 2009 : La Charge de l'orignal épormyable de Claude Gauvreau : Mycroft Mixeudeim
- 2011 : Ha Ha de Réjean Ducharme : Roger
- 2015 : Le Misanthrope de Molière : Alceste
- 2016-2017 : Vu du pont d'Arthur Miller : Eddie

## Récompenses et nominations

### Récompenses
- 2000 : Prix Gascon-Roux[3], meilleure interprétation masculine, rôle d’Ulysse pour l’Odyssée
- 2001 : Prix Gémeaux, meilleure interprétation masculine, rôle de soutien pour Fortier II
- 2004 : Prix Gémeaux, meilleure interprétation masculine pour Les Poupées russes
- 2005 : Prix Gémeaux, meilleure interprétation masculin dans un rôle de soutien dramatique, Vice caché
- 2006 : Prix Gémeaux, meilleure interprétation masculin dans un rôle de soutien dramatique, Vice caché

### Nominations
- 2001 : Nomination au Prix Jutra du meilleur acteur pour La Bouteille